# ZFC in het seizoen 1956/57
Het seizoen 1956/1957 was het tweede jaar in het bestaan van de Zaandamse betaaldvoetbalclub ZFC. De club kwam uit in de Tweede divisie B en eindigde daarin op de tweede plaats. Tevens deed de club mee aan het toernooi om de KNVB beker, hierin werd de club in de vierde ronde uitgeschakeld door VVV (6–1).

## Wedstrijdstatistieken

### Tweede divisie B
|       | Baronie | DHC   | DOSKO | 't Gooi | Hilversum | LONGA | N.E.C. | ONA   | RBC   | TOP   | UVS   | De Valk | Wilhelmina | Zeist |
| ----- | ------- | ----- | ----- | ------- | --------- | ----- | ------ | ----- | ----- | ----- | ----- | ------- | ---------- | ----- |
| Thuis | 8 – 1   | 1 – 0 | 3 – 0 | 0 – 1   | 2 – 0     | 3 – 2 | 5 – 1  | 6 – 0 | 3 – 4 | 4 – 0 | 4 – 2 | 5 – 2   | 5 – 1      | 2 – 0 |
| Uit   | 4 – 2   | 2 – 3 | 0 – 2 | 0 – 3   | 3 – 1     | 0 – 0 | 1 – 4  | 4 – 2 | 4 – 0 | 1 – 5 | 0 – 0 | 3 – 3   | 0 – 3      | 1 – 4 |

### KNVB beker
| 1e ronde                                                  | Zandvoortmeeuwen                                               | 1 – 4 (1 – 2) | ZFC                                                 |
| 26 augustus 1956 Plaats: Zandvoort Sportpark Duintjesveld | Bankie Castien 4'                                              |               | –', –' Cor Kat 65' Bert Cornelisse 85' Lou de Graaf |
| 2e ronde                                                  | ZFC                                                            | 6 – 3 (3 – 1) | Stichtse Boys                                       |
| 8 september 1956 Plaats: Zaandam Westzanerdijk            | Wim van 't Kaar 12' Bok Johan Bok –', –' Lou de Graaf Jan Roos |               | Huizinga Van Hekeren Boekhout                       |
| 3e ronde                                                  | ZFC                                                            | 2 – 1 (1 – 0) | Sparta                                              |
| 26 december 1956 Plaats: Zaandam Westzanerdijk            | Rudi Michel 6' Lou de Graaf 89'                                |               | 84' (e.d.) Dirk Kuijper                             |
| 4e ronde                                                  | VVV                                                            | 6 – 1 (2 – 0) | ZFC                                                 |
| 3 maart 1957 Plaats: Venlo De Kraal                       | Faas Wilkes 27' (pen.), 34', 70' Hans Sleven 48', 59', 90'     |               | 47' Lou de Graaf                                    |

## Statistieken ZFC 1956/1957

### Eindstand ZFC in de Nederlandse Tweede divisie B 1956 / 1957
| Stand | Gespeeld | Gewonnen | Gelijk | Verloren | Punten | Doelpunten voor | Doelpunten tegen |
| ----- | -------- | -------- | ------ | -------- | ------ | --------------- | ---------------- |
| 2e    | 28       | 19       | 3      | 6        | 41     | 83              | 37               |

### Topscorers
| #                 | Naam                       | Goal |
| ----------------- | -------------------------- | ---- |
| 1.                | Cor Kat                    | 1    |
| 2.                | Lou de Graaf               | 17   |
| 3.                | Bert Cornelisse            | 10   |
| 3.                | Rudi Michel                | 10   |
| 5.                | Theo de Groot              | 4    |
| 5.                | Dick Kuijper               | 4    |
| 5.                | Jan Roos                   | 4    |
| 8.                | Jan-Piet Bok               | 3    |
| 8.                | Wim van 't Kaar            | 3    |
| 8.                | Jan Smit                   | 3    |
| 11.               | Hennie Bout                | 2    |
| 11.               | Cees Driehuis              | 2    |
| 13.               | Gerrit Cornelisse          | 1    |
| Eigen doelpunt    |                            |      |
| –                 | Arie IJsselstein (ONA)     | 1    |
| Onbekend doelpunt |                            |      |
| 1.                | Onbekend (tegen Hilversum) | 1    |
| Totaal            | Totaal                     | 83   |

| #      | Naam            | Goal |
| ------ | --------------- | ---- |
| 1.     | Lou de Graaf    | 4    |
| 2.     | Johan Bok       | 2    |
| 2.     | Cor Kat         | 2    |
| 4.     | Bok             | 1    |
| 4.     | Bert Cornelisse | 1    |
| 4.     | Wim van 't Kaar | 1    |
| 4.     | Rudi Michel     | 1    |
| 4.     | Jan Roos        | 1    |
| Totaal | Totaal          | 13   |